# Glasebach (Wispe)
Der Glasebach ist ein linksseitiger Zufluss der Wispe, eines linken Nebenflusses der Leine im Flecken Delligsen im Landkreis Holzminden in Niedersachsen.
Der Bach hat seinen Ursprung in mehreren Quellen westlich von Grünenplan im Hils. Zunächst wird der Glasebachteich gebildet. Von dort fließt der Glasebach in östlicher Richtung durch Grünenplan, dann entlang der Landesstraße L 589, und mündet im westlichen Kernbereich von Delligsen in die Wispe.